# Uğurcan Yüce
Uğurcan Yüce (* 1947; † 7. Februar 2015 in Stuttgart) war ein türkischer Künstler. In Deutschland bekannt wurde er insbesondere für seine Covergestaltungen der Comic- und Romanheftreihen des Bastei-Verlags und des Rollenspiels Das Schwarze Auge.

## Leben und Karriere
Yüce zeigte bereits als Kind großes Interesse an der Malerei. Seine erste professionelle Arbeit war im Alter von 18 Jahren die Gestaltung einer Fabrikwand, die er in etwa viermonatiger Arbeit mit vier Meter hohen Mythen-Fresken dekorierte. Nach seinem Schulabschluss absolvierte er die Aufnahmeprüfungen für die Güzel Sanatlar Akademisi (deutsch: „Schule der schönen Künste“) in Istanbul (heute Mimar Sinan Üniversitesi), die er in den Bereichen Malerei, Bildhauerei und Dekoration bestand. Als Studienschwerpunkt entschied er sich schließlich für Dekoration und immatrikulierte sich zwei Jahre später in der Abteilung für Bühnen- und Visuelle Künste. Dort erhielt er eine umfassende Ausbildung in Literatur, Geschichte, klassischer Musik, Kostüm- und Dekorgestaltung. Er schloss das Studium als Theaterdekorateur M.A. mit Auszeichnung ab. 1973 bis 1975, während seiner Studienzeit, zeichnete er für die türkische Tageszeitung Hürriyet den Comicroman Aybike.
Nach dem Studium leistete er seinen Militärdienst und kehrte anschließend nach Istanbul zurück, wo er mit Malerfreunden ein Büro eröffnete und begann, Buchumschläge zu entwerfen. Yüce erschuf 1978 im Auftrag des Schauspielers und Drehbuchautors Yilmaz Güney das Titelplakat und den Vorspann für den international mehrfach ausgezeichneten Film Sürü – Die Herde. Nach Yüces eigenen Angaben geht auch der Titel des Films auf einen Vorschlag von ihm zurück, demnach lautete Güneys ursprünglicher Arbeitstitel Berivan ile Şivan (deutsch: Berivan und Sivan, Namen der Hauptpersonen).
1980 kam Yüce nach Deutschland und wurde vom Bastei Verlag mit der Gestaltung der Heftcover diverser Comic- und Romanserien betraut. Im Zeitraum von 20 Jahren schuf Yüce rund 2000 Covermotive, davon mehr als 1200 für die Reihe Gespenster Geschichten, aber auch Tony Ballard, Professor Zamorra und Damona King. Einige dieser Bilder wurden auch für entsprechende Hörspielfassungen in der Hörspielreihe Geister-Schocker wiederverwendet.
Neben seiner Tätigkeit für Bastei schuf er zahlreiche Coverbilder für die Rollenspielreihe Das Schwarze Auge, für deren optisch-künstlerisches Erscheinungsbild er als prägend gilt. Von 1986 an entwarf er über zehn Jahre mehr als 100 Bilder. Neben den Printcovern war er zudem für die Covergestaltung der DSA-Computerspiele der Nordland-Trilogie von Attic verantwortlich. Auch das Cover von Attics Der Druidenzirkel stammt von Yüce. Weiterhin gestaltete er die Packungsmotive der Brettspiele Atlantis und Drachenhort von Schmidt Spiele und Nibelungen von Amigo.
2012 wurde Yüce vom deutschen Computerspielentwickler Silver Style Studios engagiert, um einige Artworks für das Browserspiel Das Schwarze Auge: Herokon Online zu entwerfen.
Am 7. Februar 2015 verstarb Yüce im Alter von 67 Jahren.